# God's Favorite
God's Favorite è il terzo album solista del rapper statunitense N.O.R.E., pubblicato il 25 giugno del 2002. È il primo sotto il nuovo pseudonimo N.O.R.E. (Niggaz On [the] Run Eatin') e il primo con la nuova etichetta, la Def Jam. Il disco è distribuito nei mercati di USA, Canada e Regno Unito (in UK con Thugged Out Entertainment).
Partecipano al disco, tra gli altri, Nas, Kelis, Ice-T, Nelly, Pharrell Williams, Ja Rule, Capone, Cam'ron, Fat Joe, Busta Rhymes e Jadakiss. Alle produzioni, The Neptunes, Swizz Beatz, L.E.S. e Irv Gotti.
L'unico singolo estratto, Nothin', diviene il primo e l'unico di N.O.R.E. a entrare nella top ten della Hot 100. Il disco vende 120 000 copie fisiche nella sua prima settimana di vendite, raggiungendo la terza posizione nella Billboard 200.

## Ricezione
| Recensione     | Giudizio |
| -------------- | -------- |
| AllMusic       | [ 1 ]    |
| NME            | [ 3 ]    |
| RapReviews.com | [ 4 ]    |
| Rolling Stone  | [ 5 ]    |
| Spin           | [ 3 ]    |
| Vibe           | [ 3 ]    |

L'album riceve generalmente pareri positivi da parte della critica specializzata, che elogia in particolare la produzione dei Neptunes, la quale spicca su quella di tutti gli altri. Jason Birchmeier di Allmusic, assegna al disco quattro stelle su cinque. Steve Juon, autore musicale di RapReviews, nota come il rapper non risparmi attacchi alla sua ex etichetta, la Tommy Boy Records, e come l'album resti all'altezza delle aspettative attorno a N.O.R.E, dandogli un voto sufficiente. Tra le rare note negative, Juon non apprezza la base di Swizz Beatz in Nahmeanuheard.

## Tracce
1. Hit Me Slime (featuring Nas, Ice-T, Mike Kyser & Nelly) – 2:27
2. God's Favorite – 2:01 (musica: Kyze)
3. Nothin' (featuring Pharrell) – 4:24 (musica: The Neptunes)
4. Grimey – 4:09 (musica: The Neptunes)
5. Nahmeanuheard (featuring DWNLZY) – 4:28 (musica: Swizz Beatz)
6. Mr. CEO (featuring Musalini-N-Maze, Gold & Troy Outlaw) – 5:02 (musica: Kyze)
7. Big D (featuring Akinyele, Heather Hunter & Kia) – 5:28 (musica: Ez Elpee)
8. Live My Life (featuring Ja Rule) – 5:14 (musica: Irv Gotti)
9. Full Mode – 3:52 (musica: The Neptunes)
10. Love Ya Moms (featuring Capone, Musalini-N-Maze, Gold & Complexions) – 5:05 (musica: SPK)
11. Head Bussa – 3:49 (musica: The Neptunes)
12. Wanna Be Like Him (featuring Mashonda) – 3:48 (musica: Swizz Beatz)
13. Black Clouds (featuring Complexions) – 3:59 (musica: L.E.S.)
14. Banned from Another Club (featuring Final Chapter) – 4:05 (musica: SPK)
15. Now I Pray (featuring Musalini) – 3:37 (musica: SPK)
16. Consider This (featuring Kelis) – 4:09 (musica: The Neptunes)
17. Nahmeanuheard (Remix) (featuring Capone, Cam'ron, Fat Joe & Cassidy) – 4:03 (musica: Swizz Beatz)
18. Holla Back Slime (featuring Busta Rhymes & Jadakiss) – 1:26

Durata totale: 71:06
Traccia bonus di Capone
1. The Life of a...(Gangsta) (featuring Chinky) – 5:28 (musica: Yogi for The Hitmen)

## Classifiche

### Classifiche settimanali
| Classifica (2002)         | Posizione massima |
| ------------------------- | ----------------- |
| Stati Uniti               | 3                 |
| US Top R&B/Hip-Hop Albums | 3                 |

### Classifiche di fine anno
| Classifica (2002)         | Posizione massima |
| ------------------------- | ----------------- |
| Stati Uniti               | 177               |
| US Top R&B/Hip-Hop Albums | 52                |